# Cyrtinoopsis intensa
Cyrtinoopsis intensa är en skalbaggsart som beskrevs av Dillon 1952. Cyrtinoopsis intensa ingår i släktet Cyrtinoopsis och familjen långhorningar.
Artens utbredningsområde är Fiji. Inga underarter finns listade i Catalogue of Life.